# Vaux-en-Bugey
Vaux-en-Bugey ist eine französische Gemeinde mit 1.218 Einwohnern (Stand: 1. Januar 2022) im Département Ain (Region Auvergne-Rhône-Alpes). Sie gehört zum Arrondissement Belley und zum Kanton Ambérieu-en-Bugey.

## Lage
Die Gemeinde Vaux-en-Bugey liegt im Nordwesten der Berglandschaft Bugey, 34 Kilometer südsüdöstlich von Bourg-en-Bresse. Das kleine Flüsschen Buizin, ein Nebenfluss der Albarine, tritt in Vaux-en-Bugey aus dem Gebirge heraus in das ebene Gebiet des Albarine- und des Ain-Tales. Der höchste Punkt im Gemeindegebiet ist der 681 m hohe Le Gier im Südosten. Umgeben wird Vaux-en-Bugey von den Nachbargemeinden Ambutrix im Nordwesten und Norden, Bettant im Nordosten, Torcieu im Osten, Souclin im Südosten, Saint-Sorlin-en-Bugey im Südosten und Süden, Lagnieu im Süden und Südwesten sowie Leyment im Nordwesten (Berührungspunkt).

## Bevölkerungsentwicklung
| Jahr                       | 1962 | 1968 | 1975 | 1982 | 1990 | 1999 | 2006 | 2013 | 2021 |
| Einwohner                  | 687  | 738  | 762  | 798  | 881  | 1003 | 1090 | 1212 | 1234 |
| Quellen: Cassini und INSEE |      |      |      |      |      |      |      |      |      |

## Sehenswürdigkeiten

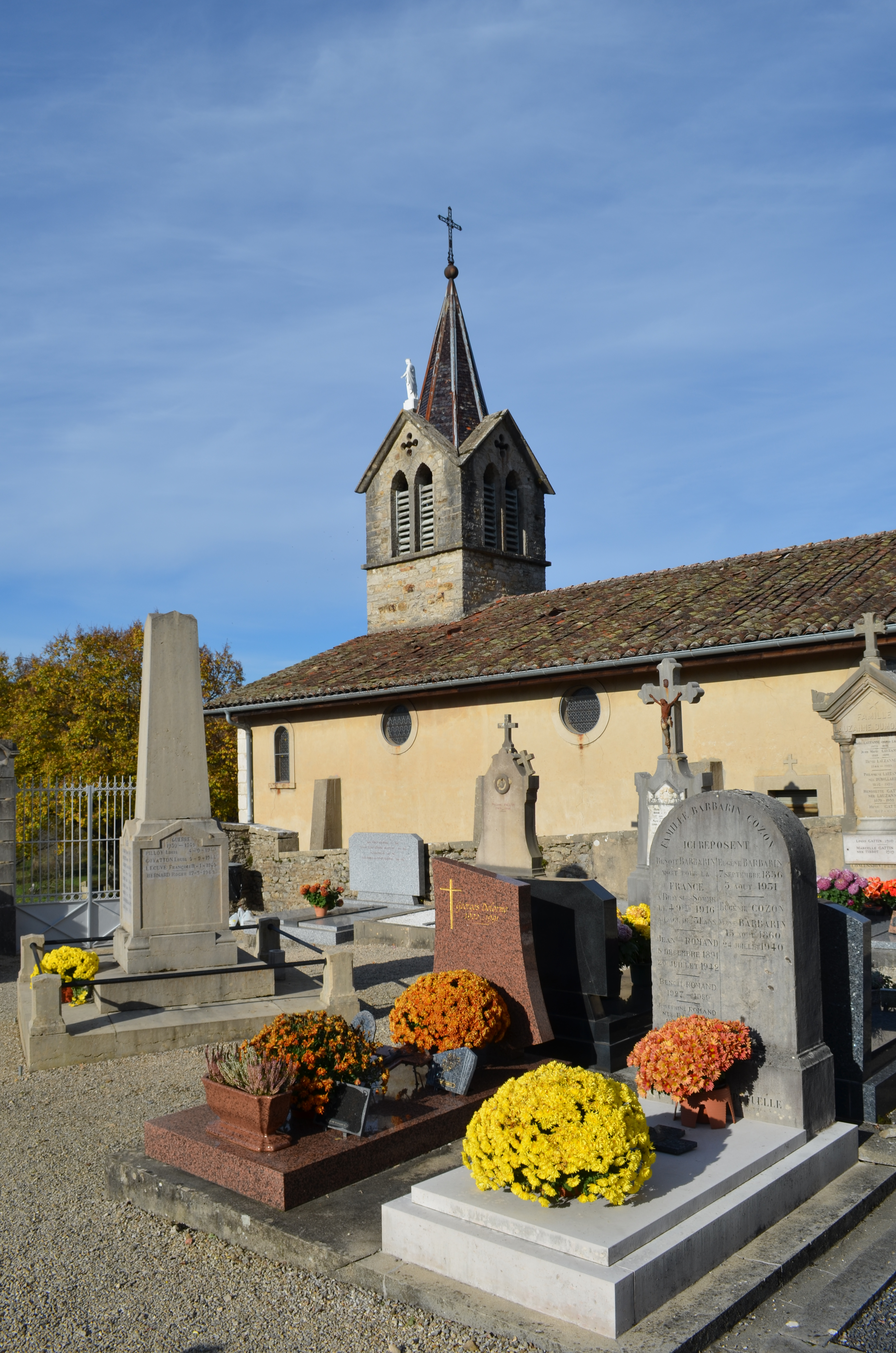
Kirche Saint-Martin
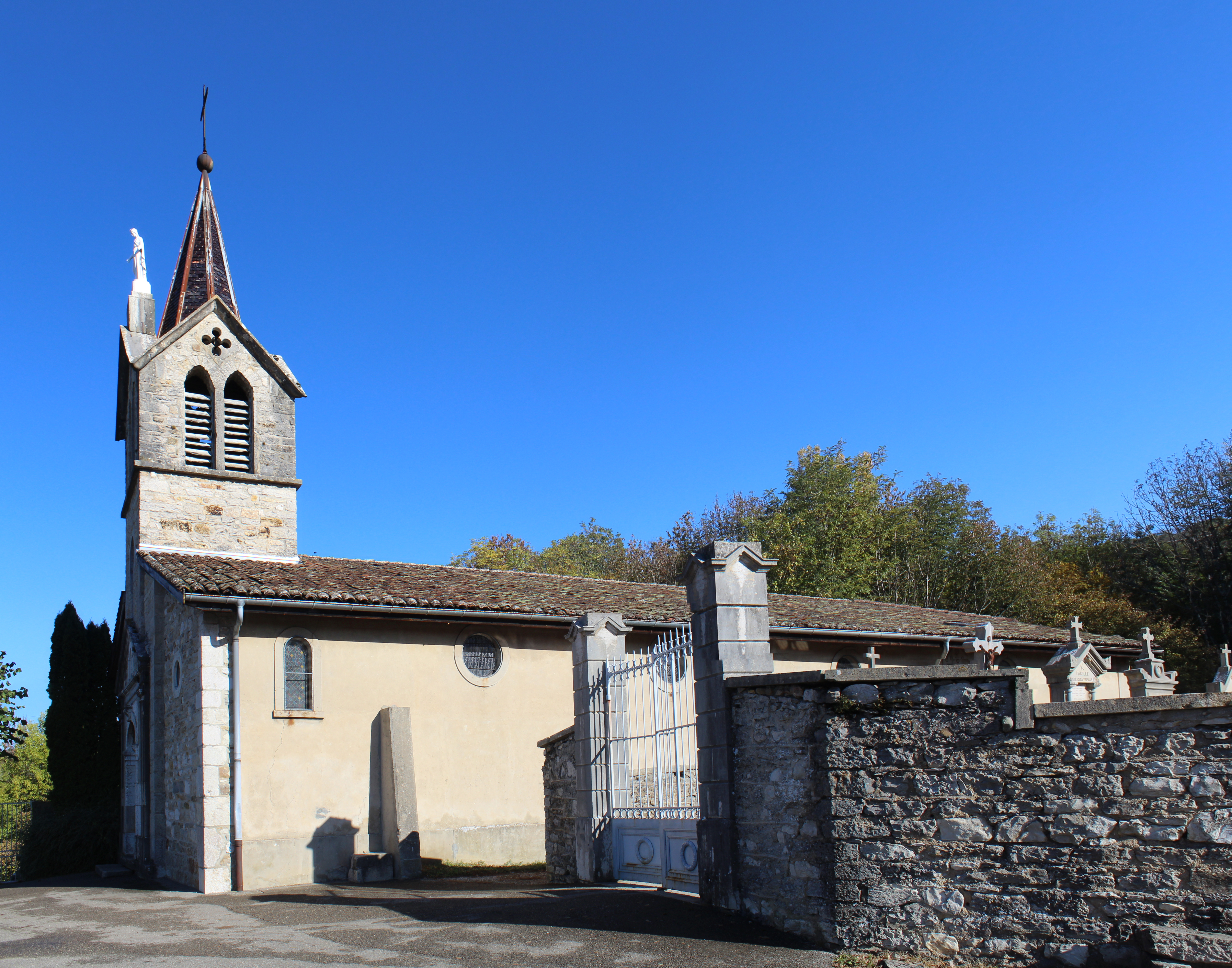
Kapelle Notre-Dame
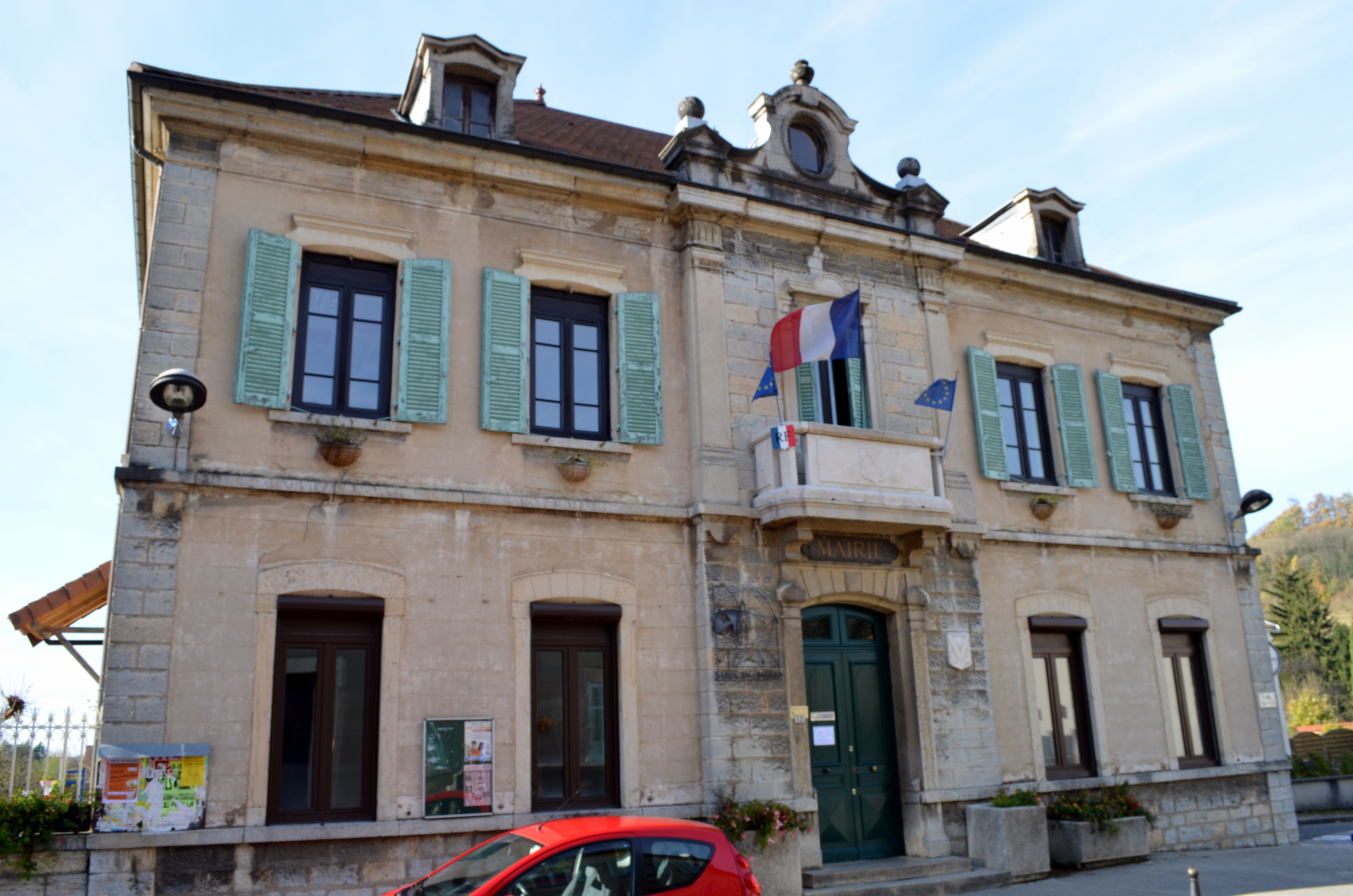
Rathaus (mairie)
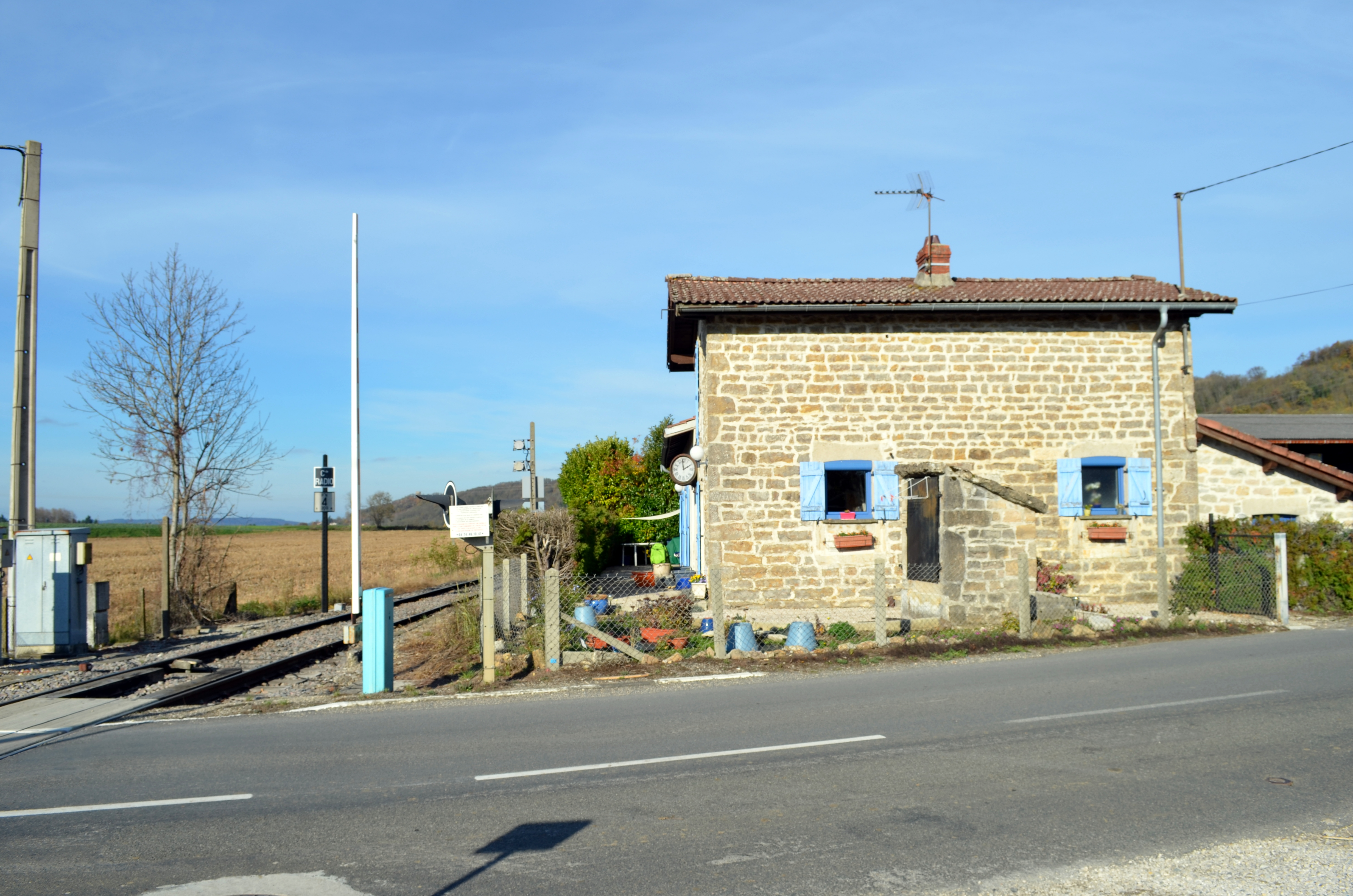
Bahnhalt
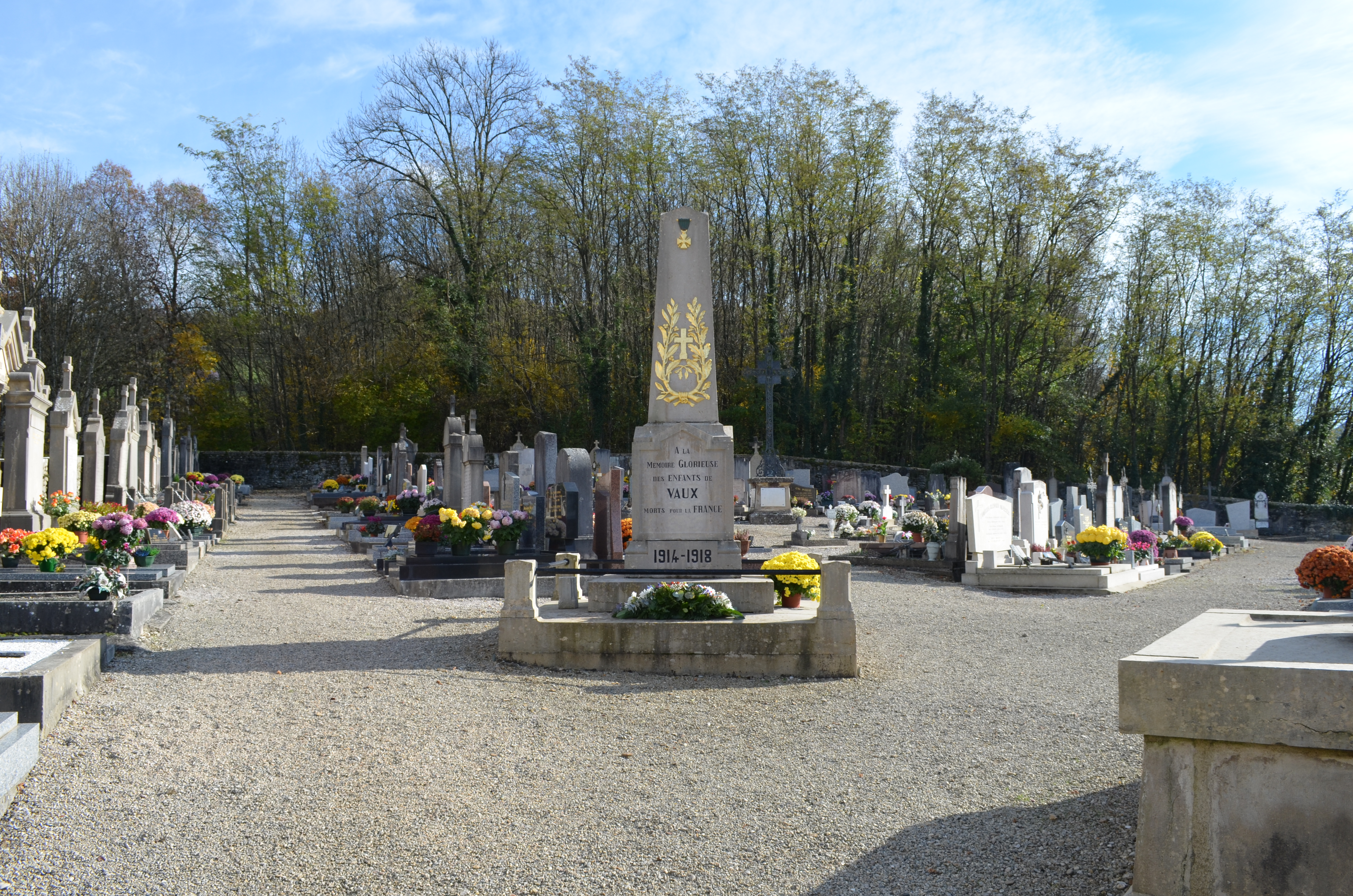
Gefallenendenkmal